# São João Baptista (Campo Maior)
São João Baptista is een plaats (freguesia) in de Portugese gemeente Campo Maior en telt 4 063 inwoners (2001).